# João César Monteiro

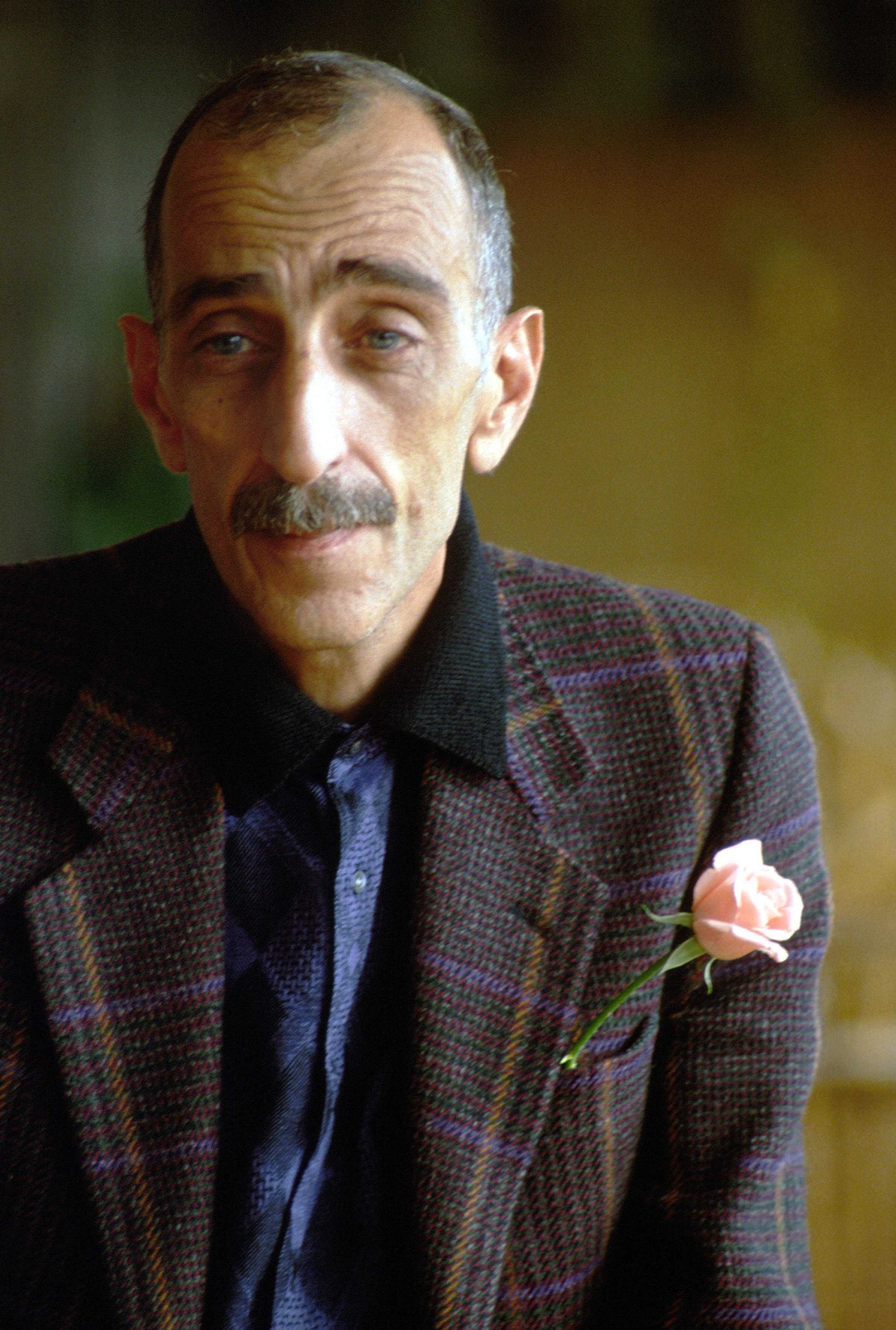
Joao Cesar Monteiro (1989)

João César Monteiro (* 2. Februar 1939 in Figueira da Foz; † 3. Februar 2003 in Lissabon) war ein portugiesischer Filmregisseur, Drehbuchautor und Schauspieler des Novo Cinema.

## Leben und Werk
João César Monteiro ging schon im Alter von 15 Jahren nach Lissabon. Er besuchte dort das private Gymnasium Colégio Moderno (von Mário Soares), welches er vorzeitig verließ. Er nahm verschiedene Tätigkeiten an und lebte eine Zeit lang in Paris. 1960 lernte er Alberto Seixas Santos kennen und wendete sich dem Kino und der Bewegung der Filmklubs zu. Er war Filmkritiker für die Zeitung Diário de Notícias und für die Kinozeitschrift Cinéfilo. 1961 wurde er Regieassistent bei O Milionário (Der Millionär) von Perdigão Queiroga und wechselte damit auf die aktive Seite des Kinos. 1963 erhielt er ein Stipendium der Stiftung Gulbenkian und absolvierte ein Filmstudium an der London School of Film Technique.
1965 begann Monteiro seinen ersten Film zu drehen, den er fünf Jahre später beendete. Er freundete sich mit Paulo Rocha (Os Verdes Anos) und vor allem Fernando Lopes (Belarmino) an, zwei der wichtigsten Protagonisten des Novo Cinema. Dabei blieb er formal außerhalb des Novo Cinema, und auch dem Kollektiv Centro Português de Cinema trat er erst nach langen Diskussionen bei. Nach der Nelkenrevolution 1974 wendete er sich erst einer Art politischem Underground-Film zu mit Que farei eu com esta espada? (Was mache ich mit diesem Schwert?, 1975): er zeigt Massendemonstrationen und Interviews mit Arbeitern, die sich gegen die NATO richten, dazu zeigt er amerikanische Kriegsschiffe und US-Soldaten in Lissabon. Das „Schwert“ der Demokratie richtete Monteiro hier symbolisch gegen die massive, bedrohlich dargestellte NATO-Präsenz, und ließ dabei Don Afonso Henriques (der erste König Portugals), Nosferatu und ein NATO-Geschwader gemeinsam im Tejo auftreten.
Dann schlug Monteiro einen ethnografischen Weg ein mit Filmen wie Veredas (Pfade, mit Margarida Gil) oder Silvestre (Wild, mit Maria de Medeiros), die bei der Kritik bis heute große Anerkennung finden. Schließlich fand er zu seinem sarkastischen und sozialkritischen Werk, das ihm internationale Preise und Anerkennung brachte, aber auch öffentliche Kritik. Die Hauptfigur ist meist der von ihm selbst verkörperte João de Deus. Mit Auf dem Meer (À Flor do Mar, 1986) konnte er aber auch überraschen: an der Algarveküste mit Laura Morante und Georges Claisse in den Hauptrollen gedreht, war dies ein Film voller Melancholie und Poesie, mit warmen Bildern und fragilen Charakteren.
Größere internationale Erfolge stellten sich seit 1989 ein, als Monteiro für Erinnerungen an das gelbe Haus (Recordações da Casa Amarela) den Silbernen Löwen bei den Filmfestspielen von Venedig gewann. Für Die göttliche Komödie (A Comédia de Deus) war er 1995 für den Goldenen Löwen an derselben Stelle nominiert und gewann dort den großen Preis der Jury. Für Passeio com Johnny Guitar (Spaziergang mit Johnny Guitar) war er ein Jahr später für die Goldene Palme bei den Filmfestspielen von Cannes nominiert.
João César Monteiro war einige Zeit mit der Regisseurin und Schauspielerin Margarida Gil verheiratet, mit der er auch zusammenarbeitete. Ihr gemeinsamer Sohn João Pedro Monteiro Gil (* 1984) hat als Praktikant bereits an Filmen der Mutter und des Vaters mitgewirkt. Am 3. Februar 2003 erlag Monteiro einem Krebsleiden.

## Rezeption
Als Monteiros „populärster“ Film mag Erinnerungen an das gelbe Haus gelten, doch haben seine Filme niemals größeren Publikumszuspruch erfahren. Manche seiner Filme lösten Skandale aus. In seiner Version der Göttlichen Komödie (A Comédia de Deus) spielte er – wie in vielen seiner Filme – die Hauptrolle. Der Protagonist war ein Einzelgänger, der in seiner Freizeit Schamhaar von Frauen sammelte. Im Verlauf des Films baute er eine Beziehung zu einem minderjährigen Mädchen auf.
Zum Eklat kam es mit Branca de Neve (Schneewittchen): in Monteiros polemischsten Film, nach der Schneewittchengeschichte von Robert Walser, ist während 60 der 75 Minuten Filmlänge nur eine schwarze Leinwand zu sehen, und nur die Stimmen der Darsteller sind zu hören, die die Geschichte erzählen. Bei der Premiere 2000 antwortete er auf kritische Fragen verschiedener Fernsehreporter in die Kameras, „das portugiesische Publikum möge sich f*****!“. Der Satz ging in die portugiesische Filmgeschichte ein. Er brachte Monteiro dabei keine besondere Popularität ein und verstärkte die einsetzende öffentliche Diskussion über Fördermittel für Filmproduktionen ohne jede Aussicht auf nennenswerten Publikumszuspruch.
João César Monteiro war eigenwillig und galt mit seinem unangepassten Humor als enfant terrible des portugiesischen Films. Seine Werke fanden große Anerkennung bei der Kritik und bei vielen Filmschaffenden. So äußerten sich bei der kontroversen Premiere von Schneewittchen im Gegensatz zum breiten Publikum viele Filmschaffende anerkennend, darunter Manoel de Oliveira und João Bénard da Costa.

## Filmografie
| - 1969: Sophia de Mello Breyner Andresen (Doku., Kurzfilm), auch Drehbuch - 1971: Quem Espera por Sapatos de Defunto Morre Descalço (Kurzfilm), auch Drehbuch - 1972: Fragmentos de um Filme Esmola (A Sagrada Família), auch Drehbuch - 1975: Que Farei Eu com Esta Espada? (Doku.), auch Drehbuch - 1975: As Armas do Povo (Teil des Filmkollektivs, Doku.) - 1975: Amor de Mãe (Kurzfilm) - 1977: Veredas, auch Drehbuch - 1979: O Amor das Três Romãs (Fernsehfilm, Kurzfilm), auch Drehbuch - 1979: Os Dois Soldados (Kurzfilm), auch Drehbuch - 1979: A Mãe: O Rico e o Pobre (Kurzfilm), auch Drehbuch - 1981: Silvestre, auch Drehbuch - 1986: Auf dem Meer (À Flor do Mar), auch Drehbuch - 1989: Erinnerungen an das gelbe Haus (Recordações da Casa Amarela), auch Drehbuch - 1990: Conserva Acabada (Kurzfilm), auch Drehbuch - 1992: Das Wasser – Der letzte Kopfsprung (O Último Mergulho), auch Drehbuch - 1995: Die göttliche Komödie (A Comédia de Deus), auch Drehbuch - 1995: O Bestiário ou Cortejo de Orfeu (Kurzfilm), auch Drehbuch - 1995: Lettera Amorosa (Kurzfilm), auch Drehbuch - 1996: Passeio com Johnny Guitar (Kurzfilm), auch Drehbuch - 1997: Das Becken von John Wayne (Le Bassin de John Wayne), auch Drehbuch - 1999: Deus’ Hochzeit (As Bodas de Deus), auch Drehbuch - 2000: Branca de Neve, auch Drehbuch - 2003: Kommen und Gehen (Vai e Vem), auch Drehbuch | - 1971: Quem Espera por Sapatos de Defunto Morre Descalço (Kurzfilm) - 1972: Perdido por Cem; R: António-Pedro Vasconcelos - 1977: Veredas - 1979: Das Verhängnis der Liebe (Amor de Perdição), R: Manoel de Oliveira - 1981: Silvestre - 1983: A Estrangeira, R: João Mário Grilo - 1986: Auf dem Meer (À Flor do Mar) - 1987: Relação Fiel e Verdadeira, R: Margarida Gil, auch Drehbuch - 1988: Doc's Kingdom, R: Robert Kramer - 1989: Erinnerungen an das gelbe Haus (Recordações da Casa Amarela) - 1990: Conserva Acabada - 1992: Rosa Negra, R: Margarida Gil - 1992: Das Wasser – Der letzte Kopfsprung (O Último Mergulho) - 1992: Paroles, R: Anne Benhaïem - 1995: Die göttliche Komödie (A Comédia de Deus) - 1995: O Bestiário ou Cortejo de Orfeu - 1995: Lettera Amorosa - 1996: Passeio com Johnny Guitar - 1997: Le Bassin de J.W. - 1999: Deus’ Hochzeit (As Bodas de Deus) - 2000: Branca de Neve - 2003: Kommen und Gehen (Vai e Vem) |

### Produktion
- 1971: Quem Espera por Sapatos de Defunto Morre Descalço (Kurzfilm), auch Regie, Drehbuch und Darsteller
- 1979: O Amor das Três Romãs (Fernsehfilm, Kurzfilm), auch Regie und Drehbuch
- 1979: A Mãe: O Rico e o Pobre (Kurzfilm), auch Regie, Drehbuch und Darsteller
- 1986: Auf dem Meer (À Flor do Mar), auch Regie, Drehbuch und Darsteller